# Sinfonietta voor blaasinstrumenten
De Sinfonietta voor blaasinstrumenten is een compositie van Willem van Otterloo. Hij schreef dit werk voor piccolo, twee dwarsfluiten, twee hobo’s, een althobo, twee klarinetten, een basklarinet, twee fagotten, een contrafagot en vier hoorns rond 1943. Op 4 november 1937 ging al een eerdere symfonietta van hem in première bij het Concertgebouworkest.
Het sinfonietta voor blaasinstrumenten werd tijdens de bezetting tijdens de Tweede Wereldoorlog gecomponeerd en uitgevoerd. Van Otterloo zou na die oorlog gestraft worden voor zijn werkzaamheden tijdens die oorlog. Het werk kwam trouwens tot stand na een opdracht van de Nederlandse Omroep, die werken zocht voor de Nederlandsche Radiomuziekweek. Tijdens de bezetting moest een bepaald percentage van de uitgevoerde werken van Nederlandse componisten zijn. Andere werken die werden ingezonden waren Willem de Vries Robbé (een pianotrio), Anthon van der Horst (Suite voor ogel), Ferdinand Timmermans (Suite voor beiaard), Oscar van Hemel (Ballade van kapitein Joos de Decker), Jan Koetsier (koorwerken) en Hugo Codron (Amabile suite).
Willem van Otterloo gaf zelf op 14 oktober 1943 de première van het werk met leden van het Concertgebouworkest.. Het werk bestaat uit vier delen:
1. Molto sostenuto, allegro
2. Tempo vivo (scherzando)
3. Molto andante
4. Molto allegro

Het werk werd in de periode 1950 en 1970 frequent uitgevoerd, maar daarna verflauwde de belangstelling. In 2017 is slechts één recente opname verkrijgbaar en die moest uit de Verenigde Staten komen.